# ریو (مدرسه)
ریو (ژاپنی: 流 هپبورن: Ryū) اصطلاح ژاپنی به‌معنی سبک، نوع، شکل، روش، سیستم، مکتب است که بیشتر به‌عنوان پسوند استفاده می‌شود که در اینجا به معنای ریوها (ژاپنی: 流派 هپبورن: ryūha, ت.ت. 'مکتب' یا 'مکتب فکری') به‌کار می‌رود و به مکتب در هر رشته‌ای اشاره دارد. خود کانجی معمولاً به‌عنوان پسوند استفاده می‌شود.

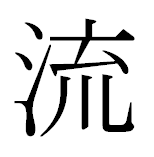
ریو (هیروگلیف)

در زبان انگلیسی، این واژه غالباً برای اشاره به مکاتب هنرهای رزمی ژاپنی استفاده می‌شود، هرچند که در سایر رشته‌ها نیز به کار می‌رود (برای مثال نیهون-کوریو و سوگتسو-ریو در ایکبانا، کانتی-ریو در خوشنویسی، و غیره).

## در هنرهای رزمی
هنرهای رزمی ژاپنی اغلب به صورت ریوها (مکاتب) دسته‌بندی و کدگذاری می‌شوند. به‌طور معمول، هر سبک دارای برنامه آموزشی، درجات و سیستم مجوزدهی خاص خود است. این سیستم‌ها ممکن است بر اساس سبک مادر یا ترکیبی از منابعی که زمینه سیستم را تشکیل می‌دهند، بنا شوند.
نام سبک ممکن است دارای معنای خاصی باشد یا صرفاً به مکانی اشاره کند. برای مثال، تویاما-ریو به نام آکادمی نظامی تویاما در ژاپن نام‌گذاری شده است. در مقابل، گوجو-ریو به معنی سبک «سخت-نرم» است که به تکنیک‌های خاص و عناصر موضوعی اشاره دارد که «امضای» سبک را تشکیل می‌دهند. گاهی اوقات این نام با نام دوجو (مکان تمرین) ترکیب یا اشتباه گرفته می‌شود، مانند کاراته شوتوکان-ریو.
استادان سطح بالای سبک تثبیت‌شده ممکن است از آن جدا شده و سبک‌های مشتق خود را بر اساس تجربه یا تفسیر خود ایجاد کنند. گاهی اوقات این کار توسط سبک مادر تشویق می‌شود و گاهی اوقات نمایانگر شکاف ایدئولوژیک بین اعضای ارشد سبک است. گاهی نیز این کار به سادگی به دلایل بازاریابی یا به منظور تطبیق سیستم با زمانه مدرن انجام می‌شود.
هیچ سیستم مجوزدهی یا رتبه‌بندی جهانی در تمام ریوها وجود ندارد. فردی با رتبه بالا یا کمربند مشکی در یک سبک لزوماً به معنای درک عمیق در سبک یا گروه دیگری از سبک‌ها نیست. بسیاری از ریوها در ژاپن وجود دارند که صدها سال است که پابرجا مانده‌اند، و بسیاری دیگر نیز در دوران مدرن ایجاد شده‌اند. مفهوم سازماندهی یک سیستم کدگذاری‌شده به وضوح منحصر به ژاپن یا آسیا نیست، هرچند بسیاری از سبک‌های بین‌المللی یا خارجی ممکن است نام‌گذاری و سامان‌مند کردن ریوهای بوجوتسو کوریو را به منظور افزودن جذابیت یا مشروعیت به سیستم خود، یا به سادگی به عنوان راهی برای احترام به ریشه‌ها و پیشینه‌شان، بپذیرند.